# Abrochia zethus
Abrochia zethus är en fjärilsart som beskrevs av Jacob Hübner 1827. Abrochia zethus ingår i släktet Abrochia och familjen björnspinnare. Inga underarter finns listade i Catalogue of Life.